# Палавата класна
„Палавата класна“ (на английски: Bad Teacher) е американска комедия от 2011 г., режисирана от Джейк Касдан.

## Сюжет
Внимание:  Текстът по-долу разкрива сюжета на произведението (или части от него)!
Учителката Елизабет Халси изглежда, че за последен път ще преподава в чикагското средно училище, от където са първите кадри, но много скоро мечтата ѝ за брак с богатия Марк ще се окаже невъзможна (неговият счетоводител е „открил“, че тя е похарчила 16 хил. долара предния месец и майката на Марк настоява те да прекратят връзката си), така тя ще трябва да се завърне отново в прогимназията, където много скоро среща симпатичния Скот Делакорт, който изглежда е член на богата фамилия, което веднага привлича Халси. Но тя няма късмет със Скот, а и ревнивата и невротична Ейми Скуиръл се намесва и успява да стане негова приятелка, както и се опитва през цялото време да намери някакви негативи у Халси, за да се оплаче на директора на училището. В крайна сметка усилията ѝ не се увенчават с успех, а междувременно Елизабет се сприятелява с Ръсел Гетис, учител по физическо, с който в началото на новата учебната година вече имат връзка и тя се отказва от обсесивното си желание да си увеличи бюста (идея, до която стига в желанието си да бъде със Скот). Елизабет също така е станала по-любезна със своите колеги и има нова позиция на училищен съветник.

## Актьорски състав
- Камерън Диас – Елизабет Халси
- Джейсън Сийгъл – Ръсел Гетис
- Джъстин Тимбърлейк – Скот Делакорт
- Луси Пунч – Ейми Скуиръл
- Филис Смит – Лин Дейвис
- Джон Майкъл Хигинс – Уоли Снър
- Моли Шанън – Мелъди Тиара
- Ерик Стонстийт – Кърк
- Томъс Ленън – Карл Халаби
- Нат Фейксън – Марк
- Кайтлин Девър – Саша Абърнати
- Матю Джей Евънс – Гарет Тиара
- Ноа Мунк – Тристан
- Катрин Нютън – Чейс Рубин-Роси